# Nathalie, agent secret
Pour plus de détails, voir Fiche technique et Distribution.
Nathalie, agent secret est un film d'espionnage de production franco-italienne réalisé par Henri Decoin en 1959.

## Synopsis
Une histoire d'espionnage abracadabrante mettant en scène une ravissante top model, l'inventeur d'un moteur fonctionnant sans carburant, des espions et des contre-espions.

## Fiche technique
- Titre : Nathalie, agent secret
- Réalisation : Henri Decoin, assisté de Edmond Agabra
- Scénario : Pierre Apestéguy et Jacques Robert
- Photographie : Robert Le Febvre
- Décors : Robert Clavel
- Dialogues : Henri Jeanson
- Société de distribution : Compagnie française de distribution cinématographique
- Pays d'origine :  France
- Genre : Espionnage
- Durée : 96 minutes
- Date de sortie : France - 4 novembre 1959
- Affiche : Clément Hurel (France)

## Distribution
- Martine Carol : Nathalie
- Félix Marten : Jacques Fabre
- Dany Saval : Pivoine
- Dario Moreno : Dr. Albert
- Noël Roquevert : Pierre Darbon
- Howard Vernon : William
- Anne Tonietti : Maud
- Jacques Berthier : Jean Darbon
- Guy Decomble : Pageot
- André Versini : François Pellec
- Catherine Conti : la vendeuse de cigarettes
- Jean Claudio
- André Badin
- Bernard La Jarrige
- Jacques Higelin
- Mario David
- Jean Ozenne
- Yves Barsacq
- Charles Bayard

## Autour du film
- Martine Carol reprend ici le rôle qu'elle avait tenu 2 ans auparavant dans Nathalie (1957) réalisé par son mari Christian-Jaque.